# Ptolémée VI
Pour les articles homonymes, voir Ptolémée (homonymie).
Sauf précision contraire, les dates de cet article sont sous-entendues « avant l'ère commune » (AEC), c'est-à-dire « avant Jésus-Christ ».
Ptolémée VI Philométor (« Qui aime sa mère »), né en 186 et mort en 145 avant notre ère, est un roi de la dynastie lagide de 180 à 164, puis de 163 à 145 avant notre ère. Il devient co-roi avec son frère Ptolémée VIII Évergète II  Tryphon de 169 à 164 avant notre ère, puis redevient roi de 163 à 145 avant notre ère. Il est le fils de Ptolémée V Épiphane et de la reine Cléopâtre Ire Syra.

## Biographie

### Règne
Ptolémée VI est né entre le 7 mai et le 5 juin 186 avant notre ère (généralement, le 26 mai est retenu). Il est donc très jeune à la mort de son père en septembre 180. Sa mère, Cléopâtre Ire, fille d'Antiochos III, exerce la régence et mène une politique pacifique à l'égard des Séleucides. Mais vers 170, quelques années après la mort de Cléopâtre, Antiochos IV s'empare de l'Égypte et fait prisonnier Ptolémée VI tandis que le peuple d'Alexandrie le remplace par son jeune frère Ptolémée VIII Évergète II . Antiochos IV doit cependant se retirer sous l'injonction de Caius Popillius Laenas, ambassadeur du sénat romain en 168, mais Ptolémée VI est obligé de partager son pouvoir depuis 170 avec son frère et sa sœur Cléopâtre II qu'il épouse. Il doit également faire face en 168 à la révolte de Dionysios Petosarapis.
En octobre 164, Ptolémée VI est chassé d'Égypte par son frère et se réfugie à Rome. Avec l'aide des Romains, il est rétabli en 163 et a l'intelligence de célébrer cette victoire par des actes d'amnistie. Malgré les pérégrinations de son règne, il se révèle un grand bâtisseur et reçoit de Caton l'Ancien le qualificatif de « Rex optimus et benefissimus » (roi très bon et bienfaisant). À partir de 152, profitant des troubles du royaume séleucide, il soutient dans un premier temps l'usurpateur Alexandre Ier Balas à qui il offre sa fille Cléopâtre Théa en mariage (vers 150) puis il change d'alliance et appuie l'héritier légitime, Démétrios II Nicator. Ce dernier épouse à son tour Cléopâtre Théa. Ptolémée et Démétrios sont vainqueurs sur l'Oronte d'Alexandre Balas mais Ptolémée est grièvement blessé et meurt peu après, en 145.
Il fait construire le temple d'Esna où figure un zodiaque astronomique, que Ptolémée VII restaure par la suite.
Outre Cléopâtre Théa, il a eu de son mariage avec sa sœur Cléopâtre II deux autres enfants : un fils, Ptolémée VII Eupator (ou Néos Philopator), et une autre fille connue sous le nom de Cléopâtre III.

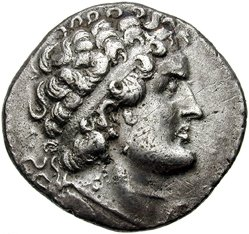
Pièce à l'effigie de Ptolémée VI.
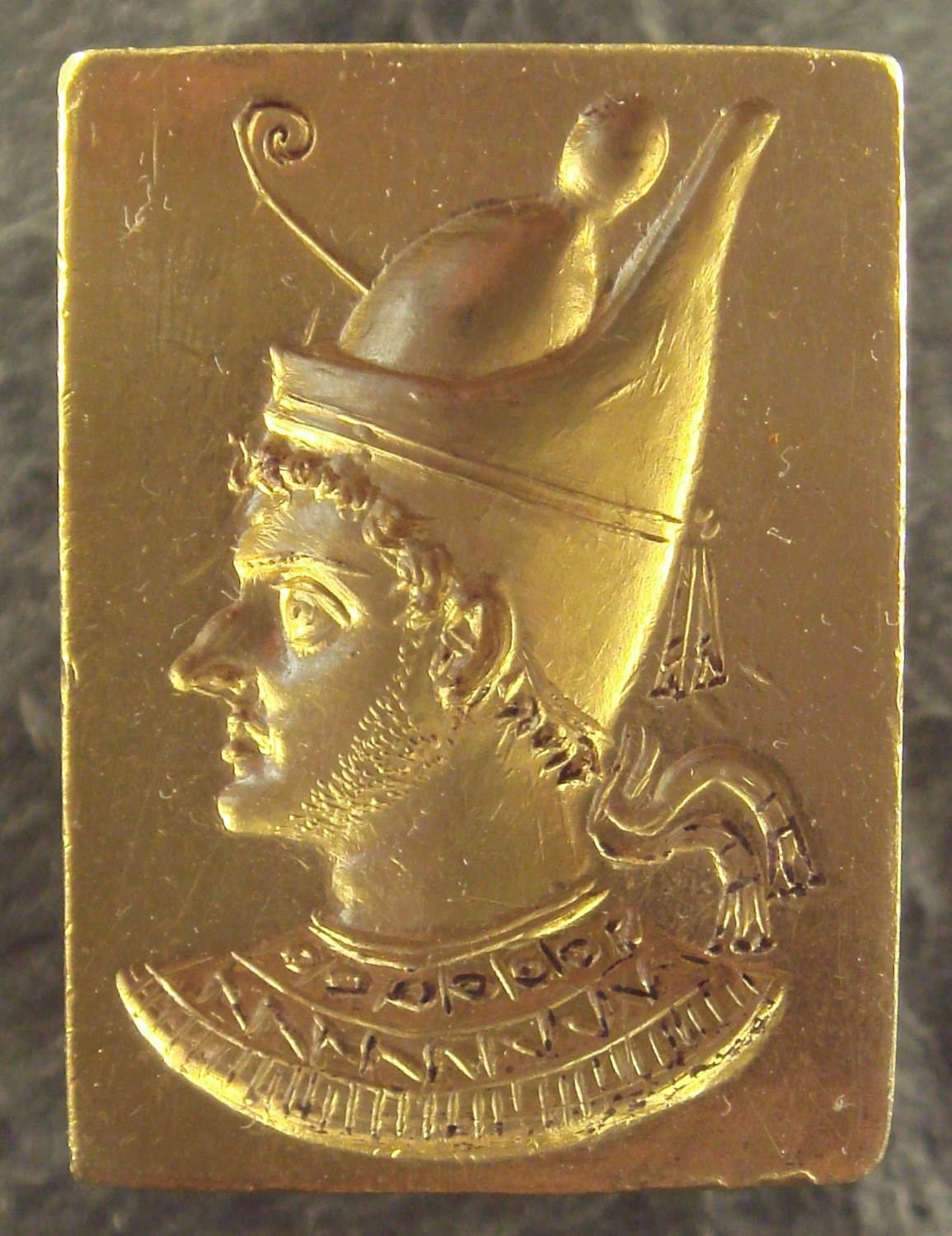
Bague de Ptolémée VI Philométor en tant que pharaon égyptien (Musée du Louvre).